# Ectropis mniara
Ectropis mniara là một loài bướm đêm trong họ Geometridae.